# Ладика Роман Богданович
Роман Богданович Ладика (нар. 31 серпня 1950, м. Тернопіль) — український математик, фізик, поет, перекладач. Кандидат фізико-математичних наук (1986). Член Національної спілки письменників України (2011).

## Життєпис
Роман Богданович Ладика народився 31 серпня 1950 року в місті Тернополі.
У 1972 році закінчив Львівський університет.
З 1986 року працює в Тернопільському медичному інституті (нині — університет). Спочатку старшим викладачем, згодом — доцентом кафедри медичної інформатики та фізики, (нині — кафедра медичної фізики діагностичного та лікувального устаткування).

## Наукова діяльність
Тема дисертації: «Термоелектричні явища в напівпровідниках при великих теплових потоках» (за спеціальністю 01.04.10 — фізика напівпровідників і діелектриків). Досліджує проблеми медичної теплометрії та нелінійної термоелектрики.
Автор понад 50 наукових праць.

## Доробок

### Книги поезій
- «Ловлю свої надії» (м. Тернопіль, 1997)
- «Тріолети» (м. Збараж, 2002)

### Переклади
Перекладає твори російських і польських поетів:
- Тютчев Ф. «Любов остання» (2004)
- Єсенін С. «Любов хулігана» (2007)
- Єсенін С. «Москва корчемна» (2008)
- Бунін І. «Зелені свята» (2009)
- Пушкін О. «Я вас любив» (2011)

Працював над літературною розвідкою «Феномен любові Федора Тютчева» (м. Тернопіль, 2005).

### Публікації
- Ладика, Р. Повторимо курс фізики / Роман Ладика. — Тернопіль: Джура, 1999. — 272 с.
- Ладика Р. З віршів Олександра Пушкіна [Текст]: [поезія] / з російської переклав Роман Ладика // Літературний Тернопіль. — 2014. — № 4. — С. 62–66.
- Ладика Р. Із віршів Юліуша Словацького: (переклади) [Текст] / із польської переклав Роман Ладика// Літературний Тернопіль. — 2009. — № 4. — С. 42-44.
- Ладика Р. Із любовної лірики Олександра Пушкіна [Текст]: [поезія] / з рос. пер. Р. Ладика // Літературний Тернопіль. — 2010. — № 2. — С. 68-73.
- Ладика Р. Із віршів Ципріана Норвіда [Текст]: (переклади) / Р. Ладика // Літературний Тернопіль. — 2009. — № 1. — С. 76-78.
- Ладика Р. Перекладацька діяльність Пантелеймона Куліша [Текст] / Роман Ладика // Літературний Тернопіль. — 2011. — № 4. — С. 119—122.